# (6620) Peregrina
(6620) Peregrina  es un asteroide perteneciente al cinturón de asteroides, descubierto el 25 de octubre de 1973 por Paul Wild desde el Observatorio de Berna-Zimmerwald, en Suiza.

## Designación y nombre
Peregrina se designó inicialmente como 1987 SZ6. El nombre hace pensar en una dama extranjera, especialmente una peregrina. Los planetas menores podrían compararse con una inmensa y diversa multitud de peregrinos perpetuos, y este se consideraría un miembro especialmente ferviente y devoto.

## Características orbitales
Peregrina orbita a una distancia media del Sol de 2,681 ua, pudiendo acercarse hasta 1,934 ua y alejarse hasta 3,428 ua. Tiene una excentricidad de 0,279 y una inclinación orbital de 7,607° grados. Emplea en completar una órbita alrededor del Sol 1603,26 días.

## Características físicas
Su magnitud absoluta es 14,57. Tiene 8,014 km de diámetro. Su albedo se estima en 0,063.